# フリー・ジャズ (アルバム)
フリー・ジャズ（Free Jazz: A Collective Improvisation）は、ジャズ・サクソフォーン奏者オーネット・コールマンが1961年にアトランティック・レコードから発表したアルバム。レコードでは37分に及ぶ「フリー・ジャズ」1曲だけをAB面に分けて収録していたが、CD化に伴い、同日のレコーディング・セッションから「ファースト・テイク」が追加収録された。

## 解説
ステレオの左右のチャンネルから、別々のカルテットの演奏が聞こえるという、斬新な手法でレコーディングされた。オーネットはテーマとアンサンブル部分を作曲し、あとは各メンバーの即興演奏にまかせている。フリー・ジャズというジャンル名の由来となった作品。後にジョン・コルトレーンも、オーネットとの共演などを通じてフリー・ジャズの分野に関心を示し、本作に影響を受けた集団即興作品『アセンション』を制作した。
コードの制約から逃れた、自由奔放な即興演奏が繰り広げられているが、ソロ・オーダーは、あらかじめ以下のように決まっていた。
エリック・ドルフィー→フレディ・ハバード→オーネット・コールマン→ドン・チェリー→チャーリー・ヘイデン→スコット・ラファロ→エド・ブラックウェル→ビリー・ヒギンズ

## 収録曲
1. フリー・ジャズ - Free Jazz
2. ファースト・テイク - First Take

## 演奏メンバー
左チャンネル
- オーネット・コールマン - アルト・サックス
- ドン・チェリー - ポケット・トランペット
- スコット・ラファロ - ベース
- ビリー・ヒギンズ - ドラム

右チャンネル
- エリック・ドルフィー - バスクラリネット
- フレディ・ハバード - トランペット
- チャーリー・ヘイデン - ベース
- エド・ブラックウェル - ドラム